# ロウサーメ

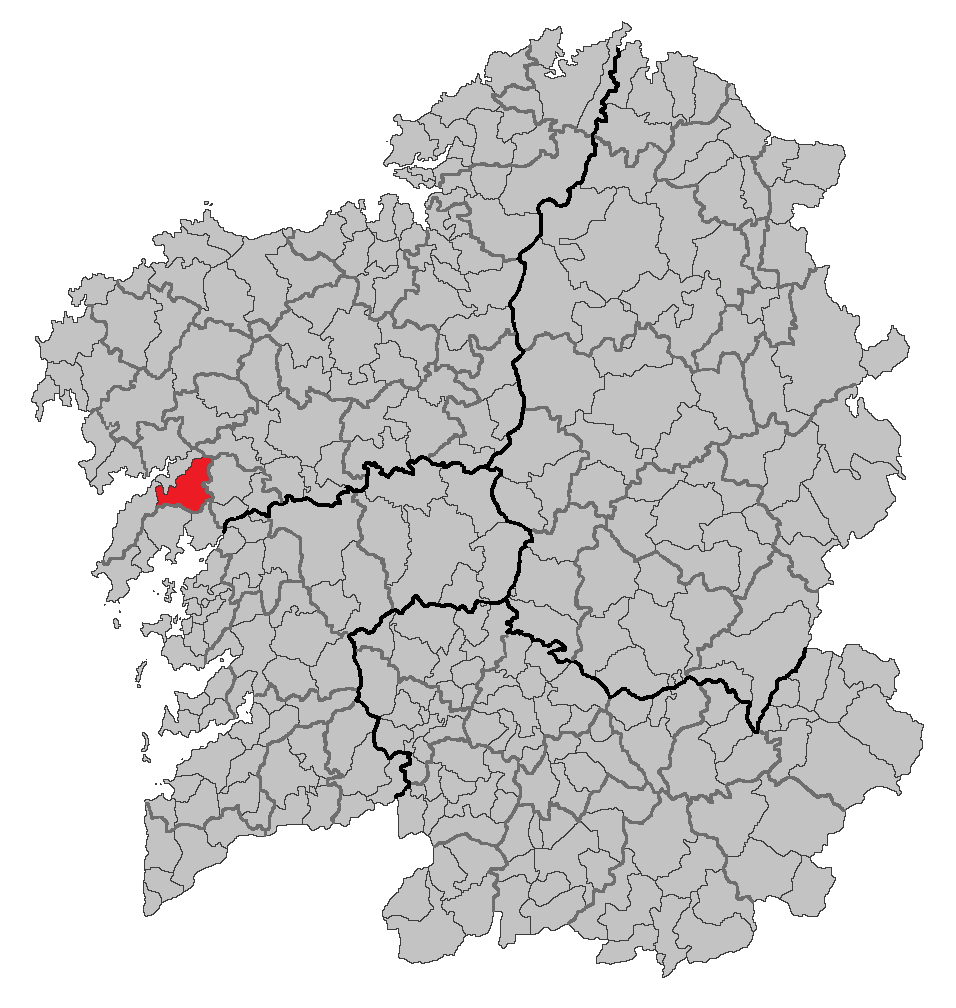

ロウサーメ（Lousame）は、スペイン、ガリシア州、ア・コルーニャ県の自治体で、コマルカ・デ・ノイアに属する。ガリシア統計局によると、2010年の人口は3,699人（2009年：3,687人、2006年:3,798人、2005年:3,854人、2004年:3,912人、2003年:3,957人）である。住民呼称はlousamián/-iá。
ガリシア語話者の自治体住民に占める割合は99.17％（2001年）。 

## 地理
ロウサーメはア・コルーニャ県の南西部に位置し、コマルカ・デ・ノイアに属している。北はブリオンと、東はロイスとドドロと、南はリアンショとボイロと、西はポルト・ド・ソンと、西から北にかけてはノイアの各自治体と隣接、自治体の中心地区はロウサーメ教区のポルトブラーボ地区。

### 人口
| ロウサーメの人口推移 1900－2010                         |
|                                                         |
| 出典:INE（スペイン国立統計局）1900年 - 1991年、1996年 - |

## 政治
自治体首長はガリシア国民党（PPdeG）のサンティアーゴ・フレイレ・アベイホン（Santiago Freire Abeijón）、自治体評議員はガリシア国民党：8、ガリシア社会党（PSdeG-PSOE）：2、ガリシア民族主義ブロック（BNG）：1となっている（2011年5月22日の自治体選挙の結果、得票順）。
| 2011年5月22日の自治体選挙 |        |        |            |
| 政党                      | 得票数 | 得票率 | 獲得議員数 |
| PPdeG                     | 1,648  | 69.42% | 8          |
| PSdeG-PSOE                | 451    | 19.00% | 2          |
| BNG                       | 238    | 10.03% | 1          |

## 史跡・名所
- トショス・オウトス修道院（Mosteiro de Toxos Outos）

## 教区
ロウサーメは7の教区に分けられている。太字は自治体の中心のある教区。
- カンボーニョ（サン・ショアン）
- フルイーメ（サン・マルティーニョ）
- レセンデ（サン・マルティーニョ）
- ロウサーメ（サン・ショアン）
- タジャラ（サン・ペドロ）
- トショス・オウトス（サン・シュスト）
- ビラコバ（サンタ・エウラリア）